# دومينيك روشيتو
دومينيك روتشيتيو (بالفرنسية: Dominique Rocheteau)‏ المولود في 14 يناير 1955 في Etaulesis في فرنسا. لاعب كرة قدم فرنسي سابق. إنه حالياً رئيس اللجنة الدولية للأخلاق في منظمة كرة القدم الفرنسية.
لعب مع منتخب فرنسا لكرة القدم.

## روابط خارجية
- دومينيك روشيتو على موقع IMDb (الإنجليزية)
- دومينيك روشيتو على موقع ألو سيني (الفرنسية)
- دومينيك روشيتو على موقع أول موفي (الإنجليزية)
- دومينيك روشيتو على موقع قاعدة بيانات الفيلم (الإنجليزية)
- دومينيك روشيتو على موقع كينوبويسك (الروسية)

- دومينيك روشيتو على موقع الاتحاد الدولي (مؤرشف)  (الإنجليزية)
- دومينيك روشيتو على موقع قاعدة بيانات كرة القدم.إي يو (الإنجليزية)
- دومينيك روشيتو على موقع ليكيب (الفرنسية)
- دومينيك روشيتو على موقع ناشيونال فوتبول تيمز (الإنجليزية)
- دومينيك روشيتو على موقع عالم كرة القدم.نت (الإنجليزية)